# Instituto de Neurologia Deolindo Couto
O Instituto de Neurologia Deolindo Couto (INDC) é uma unidade de ensino, pesquisa e extensão que compõe o complexo médico-hospitalar da Universidade Federal do Rio de Janeiro (UFRJ). Está situado no campus da Praia Vermelha, atuando nas áreas de Neurologia e Neurocirurgia.